# 25122 Kaitlingus
25122 Kaitlingus (tên chỉ định: 1998 RJ77) là một tiểu hành tinh vành đai chính. Nó được phát hiện bởi dự án Nghiên cứu tiểu hành tinh gần Trái Đất Lincoln ở Socorro, New Mexico, ngày 14 tháng 9 năm 1998. Nó được đặt theo tên Kaitlyn Jeanne Lingus, an American high school student whose plant sciences project won second place ở the 2008 Giải thưởng Khoa học và Kỹ thuật Intel.